# The Empyrean
 (juillet 2023).
Albums de John Frusciante
Curtains
(2005) Letur-Lefr
(2012)
The Empyrean est le dixième album solo de John Frusciante, sorti le 20 janvier 2009 sur le label Record Collection. John Frusciante n'a pas souhaité promouvoir son album par une tournée, préférant se concentrer sur sa créativité que sur la promotion. Il a déclaré être très satisfait du résultat final, de par l'expérience psychédélique qu'il procure. L'album est un succès critique et public, atteignant la 7e place du Top Heatseekers et la 107e place des charts anglais. Sur son blog, Frusciante a expliqué à ses fans que selon lui, son album devait « être écouté tard dans la nuit, dans un salon plongé dans le noir ».

## Genèse
Le nom de l'album est déjà connu par deux membres du public au mois de mai 2008, à savoir la webmestre du site Invisible-Movement.net et un fan anonyme, Armando Ruiz de San Diego. Ruiz, alors atteint d'une leucémie a le privilège d'écouter l'album et selon lui : « John chante comme jamais il n'avait chanté ». Lors d'une conversation téléphonique, Frusciante lui indique le titre de l'album. Ruiz en informe la webmestre mais tous deux ne souhaitent pas dévoiler l'information sans l'autorisation de son auteur. Malheureusement, Armando Ruiz décéda avant qu'ils puissent confirmer. Josh Klinghoffer, l'ami et collaborateur de John, attestera cette version des faits. Quand un autre fan parla à John Frusciante en septembre 2008, ce dernier lui révéla le titre de l'album : The Empyrean. Cela ne correspondait pas exactement à ce qu'Armando Ruiz avait cru comprendre : The Imperium. Ce ne serait qu'une erreur de sa part.
Le 11 novembre 2008, l'équipe de Record Collection confirma le titre au site Invisible-Movement et le même jour John Frusciante lança un blog sur son site officiel. Il y déclare préférer cette nouvelle forme de communication qui échappe aux filtres habituels des médias qu'il considère comme « obsolètes ».

## Enregistrement et production
D'après le musicien, l'enregistrement a lieu entre décembre 2006 et mars 2008. C'est un album concept qui raconte une histoire à la fois musicale et vocale. John Frusciante veut prendre son temps pour mixer et masteriser cet album, retardant d'autant la production. 
Il s'appuie à nouveau sur Josh Klinghoffer, qui l'accompagne alors sur tous ces albums solos depuis 2004, Flea, bassiste des Red Hot Chili Peppers mais également l'ancien guitariste des Smiths Johnny Marr. 
Le 2 juin 2010, une nouvelle chanson bonus Here, Air est ajoutée à l'album et disponible en téléchargement gratuit sur son site.
Le 11 décembre 2012, le label Record Collection réédite de nombreux albums de l'artistes, dont The Empyrean, en version vinyle 180 grammes, accompagné de liens de téléchargement aux formats MP3 et WAV. L'album est l'un des plus recherchés dans le catalogue des rééditions. D'après le site internet de John Frusciante, les précommandes de l'édition limitée vinyle étaient complètes dès le 24 novembre 2012, une première dans le catalogue.
Le 29 mars 2019 paraît une réédition pour les 10 ans de l'album, retravaillée par John Frusciante et Bernie Grundman d'après les pistes originales, sous la forme d'un double CD comprenant des liens de téléchargement en haute définition. 
La chanson Scratch est travaillée durant les sessions de l'album mais ne paraît que le 18 février 2014, comme introduction à l'album Enclosure sorti le 8 avril 2014. 

## Concept
Il s'agit d'un collage de photographies. Le coin supérieur gauche comporte diverses références à la nature, comme des images d'arbres feuillus verts ou des montagnes, pouvant faire référence à l'arbre de vie. Dans le coin inférieur gauche, la présence de racines et de feuilles semi-transparentes peut corroborer cette idée. 
Josh Klinghoffer est représenté allongé près d'un crâne et connecté par une corde ou une ficelle à la figure angélique de John Frusciante, métaphore du lien de mort et de résurrection. En tenant compte des nombreux thèmes religieux évoqués dans l'album (telles que les chansons "God" ou "Heaven"), cela pourrait être une référence à Dieu et Jésus. Toutefois, le personnage que Frusciante représente pourrait tout aussi bien être la figure de Satan d'après Dante, par la multiplicité de ses ailes et de ses têtes.
L'escalier en colimaçon sur la partie droite, reliant le ciel et la terre, symbolise la renaissance et le chemin jusqu'au point le plus haut du paradis, représenté par un palais au-dessus des nuages.
« Le personnage principal traverse une grande solitude (dans la deuxième chanson et la première moitié de la cinquième) et pense parfois qu'il peut seulement fusionner avec cette force pour vaincre la mort. Dans la huitième chanson de l'histoire se passe comme une sorte de suicide, qui résulte en une renaissance. Ca peut être une véritable mort ou une mue des éléments inutiles d'une personnalité. Dans tous les cas, il y a une renaissance (chansons 9 et 10) dans laquelle il voit la vie avec émerveillement. Plus les actions d'une personne sont alignées avec la force créatrice inhérente à tout ce que l'on connaît, plus son imagination ne fera qu'un avec son environnement. »

## Titres de l'album
Toutes les chansons sont écrites et composées par John Frusciante, excepté Song to the Siren, écrite et interprétée par Tim Buckley.
| 1.    | Before the Beginning | 9:09 |
| 2.    | Song to the Siren    | 3:33 |
| 3.    | Unreachable          | 6:10 |
| 4.    | God                  | 3:23 |
| 5.    | Dark/Light           | 8:30 |
| 6.    | Heaven               | 4:03 |
| 7.    | Enough of Me         | 4:14 |
| 8.    | Central              | 7:16 |
| 9.    | One More of Me       | 4:06 |
| 10.   | After the Ending     | 3:38 |
| 54:02 |                      |      |

| Bonus tracks | Bonus tracks                                                        | Bonus tracks | Bonus tracks | Bonus tracks | Bonus tracks | Bonus tracks | Bonus tracks | Bonus tracks | Bonus tracks |
| No           | Titre                                                               | Durée        |              |              |              |              |              |              |              |
| ------------ | ------------------------------------------------------------------- | ------------ | ------------ | ------------ | ------------ | ------------ | ------------ | ------------ | ------------ |
| 11.          | Today (version japonaise seulement)                                 | 4:38         |              |              |              |              |              |              |              |
| 12.          | Ah Yom (iTunes Store aux Etats-Unis et version japonaise seulement) | 3:17         |              |              |              |              |              |              |              |
| 13.          | Here, Air (téléchargement gratuit)                                  | 3:47         |              |              |              |              |              |              |              |
| 62:14        |                                                                     |              |              |              |              |              |              |              |              |

## Personnel
Musiciens
- John Frusciante – chant et chœurs ; guitare rythmique et principale, guitare acoustique ; claviers, piano, synthétiseurs ; Fender Bass VI sur "Dark/Light" and "Central", batterie électronique
- Josh Klinghoffer – batterie, percussion, piano électrique, orgue, piano, synthétiseurs, chœurs
- Flea – basse sur "Unreachable", "God", "Heaven", "Enough of Me", "Today" et "Ah Yom"
- Johnny Marr – guitare électrique sur "Enough of Me", guitare électrique et acoustique sur "Central"
- Donald Taylor and the New Dimension Singers – chœurs sur "Dark/Light"
- Lawrence Young – chœurs sur "Dark/Light"
- Sonus Quartet – cordes
- Geoff Gallegof – arrangements pour cordes sur "God" et "One More of Me"
- Neel Hammond – arrangements pour cordes sur "Enough of me"
- Vanessa Freebairn-Smith – arrangements pour cordes sur "Central"

Production
- Ryan Hewitt – ingénieur du son
- Adam Samuels – recording engineer
- Dave Lee – instrument tech
- Sarah Sitkin – design (pochette)
- Anthony Zamora – coordination de production

## Classement
| Charts (2009)     | Peak position |
| ----------------- | ------------- |
| Dutch Album Chart | 61            |
| Swiss Album Chart | 57            |
| UK Albums Chart   | 105           |
| US Billboard 200  | 151           |